# Kochyerigin DI-6
Kochyerigin DI-6 (tên định danh ban đầu: TsKB-11; tiếng Nga: Кочеригин ДИ-6/ЦКБ-11) là một loại má bay tiêm kích hai tầng cánh do Liên Xô chế tạo vào thập niên 1930.
DI-6 được phát triển tại TsKB với vai trò làm máy bay tiêm kích, với khả năng cường kích hạng nhẹ khi được trang bị các loại vũ khí khác nhau. Động cơ ban đầu đã gặp vấn đề nên phải dùng động cơ Wright R-1820 thay thế. Chuyến bay đầu tiên diễn ra vào ngày 30 tháng 9 năm 1934, thử nghiệm chính thức bắt đầu vào đầu năm 1935, nghiệm thu cấp nhà nước diễn ra vào giữa tháng 5-tháng 11. Mặc dù có một số điểm yếu, nhưng nó vẫn được đặt chế tạo, và trang bị cho các đơn vị không quân vào mùa xuân năm 1937. Việc sản xuất kéo dài tới tận năm 1939.

## Biến thể
DI-6bis
Phiên bản huấn luyện với bộ càng bánh cố định.
DI-6Sh (TsKB-11Sh, TsKB-38)
Biến thể cường kích, ghế phi công được bọc giáp, trang bị 4 khẩu súng máy PV-1; 60 chiếc.
DI-6MMSh
Một mẫu thử với động cơ M-300.

## Quốc gia sử dụng
Liên Xô
- Không quân Xô viết

## Tính năng kỹ chiến thuật (DI-6)
Shavrov 1985

### Đặc điểm riêng
- Tổ lái: 2
- Chiều dài: 6.87 m (22 ft 6 in)
- Sải cánh: 9.94 m (32 ft 7 in)
- Chiều cao: 3.2 m (10 ft 6 in)
- Diện tích cánh: 25.15 m² (270.7 ft²)
- Trọng lượng rỗng: 1,360 kg (2,998 lb)
- Trọng lượng có tải: 1,955 kg (4,310 lb)
- Động cơ: 1 × Shvetsov M-25, 522 kW (700 hp)

### Hiệu suất bay
- Vận tốc cực đại: 372 km/h (201 knots, 231 mph)
- Tầm bay: 500 km (270 nm, 311 mi)
- Trần bay: 7,700 m (25,262 ft)
- Lực nâng của cánh: 78 kg/m² (16 lb/ft²)
- Lực đẩy/trọng lượng: 267 W/kg (0.16 hp/lb)

### Vũ khí
- 3 khẩu súng máy ShKAS 7,62 mm (0.3 in)
- Mang được 40 kg (88 lb)